# Episodi di Raven (prima stagione)

La prima stagione della sit-com Raven (That's so Raven) è stata trasmessa in prima visione negli Stati Uniti d'America dal 17 gennaio 2003 al 5 marzo 2004 sul canale Disney Channel. In Italia è andata in onda in prima visione da febbraio 2003 ad aprile 2004 sempre su Disney Channel.
Gli episodi sono stati trasmessi senza seguire necessariamente l'ordine cronologico interno (cioè il numero di produzione).
| nº | Titolo originale         | Titolo italiano             | Prima TV USA      | Prima TV Italia  |
| -- | ------------------------ | --------------------------- | ----------------- | ---------------- |
| 1  | Mother Dearest           | Mammina cara                | 17 gennaio 2003   | 11 febbraio 2003 |
| 2  | Party Animal             | Compleanno... animale       | 17 gennaio 2003   | 9 febbraio 2003  |
| 3  | Test of Friendship       | Prova d'amicizia            | 17 gennaio 2003   | 16 febbraio 2003 |
| 4  | Wake Up, Victor          | Svegliati, Victor           | 17 gennaio 2003   | 10 febbraio 2003 |
| 5  | A Fish Called Raven      | Un pesce di nome Raven      | 24 gennaio 2003   | 23 febbraio 2003 |
| 6  | Smell of Victory         | L'odore della vittoria      | 31 gennaio 2003   | 2 marzo 2003     |
| 7  | Campaign in the Neck     | Campagna elettorale         | 7 febbraio 2003   | 9 marzo 2003     |
| 8  | Saving Psychic Raven     | Fenomeni da baraccone       | 21 febbraio 2003  | 23 marzo 2003    |
| 9  | The Parties              | Le feste                    | 28 febbraio 2003  | 30 marzo 2003    |
| 10 | Ye Olde Dating Game      | Il ballo di primavera       | 28 marzo 2003     | 1º aprile 2003   |
| 11 | Dissin' Cousins          | La cugina                   | 11 aprile 2003    | 30 aprile 2003   |
| 12 | Teach Your Children Well | Attenzione: mamma in classe | 2 maggio 2003     | 20 maggio 2003   |
| 13 | Driven to Insanity       | Maniere da zotico           | 30 maggio 2003    | 10 giugno 2003   |
| 14 | A Dog By Any Other Name  | Notte da cane               | 20 giugno 2003    | 30 luglio 2003   |
| 15 | Saturday Afternoon Fever | Un sabato con la mamma      | 11 luglio 2003    | 21 agosto 2003   |
| 16 | A Fight at the Opera     | Una lite all'Opera          | 8 agosto 2003     | 30 agosto 2003   |
| 17 | Psychics Wanted          | Cercasi sensitiva           | 22 agosto 2003    | 9 settembre 2003 |
| 18 | If I Only Had a Job      | Se avessi un lavoro         | 12 settembre 2003 |                  |
| 19 | Escape Claus             | Regali di Natale            | 5 dicembre 2003   | 24 dicembre 2003 |
| 20 | Separation Anxiety       | Ansia da separazione        | 19 dicembre 2003  | marzo 2004       |
| 21 | To See or Not to See     | Vedere o non vedere         | 5 marzo 2004      | aprile 2004      |

## Mammina cara
- Titolo originale: Mother Dearest
- Diretto da: Lee Shallat-Chemel
- Scritto da: Bob Keyes e Doug Keyes

Raven discute con il professor Petracelli per averla interrogata quando evidentemente non conosceva la risposta; questo perché, dopo aver avuto una visione, ha creduto erroneamente che la classe l'avrebbe appoggiata. L'insegnante decide allora di convocare i suoi genitori. Poiché le hanno appena regalato un telefono privato come premio per essere diventata una ragazza responsabile, Raven decide di presentarsi al colloquio travestita da sua madre, ma in maniera totalmente improbabile; mentre "impersona" la madre, Raven si finge anche la madre di Eddie (a insaputa di quest'ultimo) per aiutarlo a liberarsi di un bullo che si è impossessato del suo armadietto e di quelli di altri due studenti. 
Petracelli però vuole però parlare con Raven e sua madre allo stesso momento, così Raven inizia un lungo tira e molla con il professore indossando alternativamente i propri panni e quelli della madre. Alla fine Petracelli se ne va disperato, ma proprio in quel momento arrivano i genitori di Raven, Tonya e Victor, e l'inganno è smascherato. I due, pur dicendo alla figlia che anche se la ritengono più responsabile ciò non vuol dire che non si aspettano che possa commettere degli sbagli, la puniscono togliendole il cellulare per due settimane.
- Guest star: Ernie Sabella (signor Petracelli), Mychal Rayne (bullo), Tomar Bloom (Larry), Christopher Aquilar (Brendan), Shane Lyons (Kenny Brookwell)

## Compleanno... animale
- Titolo originale: Party Animal
- Diretto da: Rich Correll
- Scritto da: Dava Savel

Raven si diverte a punzecchiare Cory, ma resta male quando una visione mostra il fratello dirle in faccia che la odia. Siccome i genitori sono costretti a letto da un'intossicazione alimentare, Raven si offre di sostituirli nell'organizzare la festa di compleanno di Cory, così da togliere un motivo per cui la potrebbe odiare. Il ragazzino tiene molto alla buona riuscita del party, in quanto il giorno precedente si è festeggiato quello del rivale Billy ed è stato un evento memorabile.
Nel tentativo di stupire i giovani ospiti, Raven ingaggia l'addestratore di serpenti Ricky il rettile, il quale però mangia lo stesso piatto di spaghetti avariati che hanno messo k.o. i genitori. Per non far naufragare la festa e avverare la visione, Raven, aiutata da Eddie e Chelsea, si esibisce con i serpenti, pur essendone profondamente spaventata. Quando poi però Billy accende la luce mostrando come Raven stia "combattendo" con un peluche a forma di serpente, i ragazzini se ne vanno e Cory se la prende con la sorella, anche se lei lo ferma prima che possa dirle che la odia e si scusa con lui. Quando entrambi escono di casa trovano i ragazzini osservare affascinati la nascita dei cuccioli di Fanny, una maialina pancia a tazza che Ricky (ora ripresosi dall'intossicazione) aveva portato con sé; Cory e Raven si riappacificano. Intanto, un pitone si infila nella stanza dei loro genitori...
- Guest star: Nick Meaney (Ricky il rettile), Deven Lorenza Calhoun (Billy Cochran), Michael Tyler Henry (Jamie)

## Prova d'amicizia
- Titolo originale: Test of Friendship
- Diretto da: Rich Correll
- Scritto da: Bob Keyes e Doug Keyes

Eddie è riuscito a entrare nella squadra di basket della scuola, ma per rimanerci deve avere la sufficienza in tutte le materie. Raven ha una visione in cui l'amico viene bocciato al test di spagnolo della señorita Rodriguez. Raven e Chelsea, che avevano sostenuto con successo l'esame l'anno precedente, provano a intercedere presso l'insegnante per convincerla a semplificare il test, fingendo che molti studenti siano impauriti e stiano meditando di passare al francese, ma inutilmente. Le due preparano Eddie all'esame, ma gli scarsi risultati inducono Chelsea a mettere al corrente Eddie della visione di Raven e del fatto che è riuscita a memorizzare le risposte.
Di fronte al rischio di perdere l'amicizia di Eddie, contrariato per non averlo saputo prima, Raven accetta di barare e dargli le risposte che gli permetteranno di passare l'esame con il massimo dei voti. Peccato che il mattino della prova la señorita Rodriguez decide di accogliere il suggerimento di Raven e Chelsea, modificando il test. Per avvisare Eddie, ignaro della novità, le due salgono sull'impalcatura dei lavavetri. Alla fine ci riescono, e anche se Eddie crede di aver fallito il test, in realtà lo supera e rimane nella squadra di basket.
- Guest star: Rose Abdoo (señorita Rodriguez), Brian Sites (Max)

## Svegliati, Victor
- Titolo originale: Wake Up, Victor
- Diretto da: Ken Ceizler
- Scritto da: Susan Sherman e Edward C. Evans

Cory e il suo amico Miles tentano di ipnotizzare Chelsea e Raven, ma per errore invece ipnotizzano Victor, proprio mentre quest'ultimo si apprestava a comparire in un prestigioso programma televisivo di cucina facente parte di un altro chiamato Hello, San Francisco. I suoi familiari, che non ricordano la parola da usare per risvegliarlo, le tentano tutte e finiscono per legare Victor a un'asse da stiro muovendo le sue braccia e mani, e a mettergli un paio di occhiali da sole. Solo quando Eddie porta Miles a casa dei Baxter, Victor viene risvegliato con la parola giusta, Okeechobee, e può finalmente registrare la puntata, nella quale cucina un'omelette tanto semplice quanto deliziosa, al punto che la conduttrice Kelly Bryant offre a Victor un segmento mensile all'interno del programma Hello, San Francisco.
- Guest star: Steven Anthony Lawrence (Miles Bonay), Jody Howard (Kelly Bryant), Eddie Vee (Derrick Tan), J.D. Hall (dottor Wendle Van Lear)

## Un pesce di nome Raven
- Titolo originale: A Fish Called Raven
- Diretto da: Fred Savage
- Scritto da: Dava Savel e Carla Banks-Waddles

Raven e Chelsea vengono state nominate rispettivamente scrittrice della sezione sportiva e fotografa del giornale scolastico, The Barracudian. Raven è contrariata sia perché sperava di ottenere la sezione sulla moda, sia perché non le interessa lo sport, ma soprattutto perché vorrebbe andare a un concerto della famosa boy band dei Boyz 'n' Motion, a cui la señorita Rodriguez manderà Chelsea per fotografare l'evento. Tuttavia, ha una visione in cui Eddie fa un canestro decisivo all'ultimo secondo, cosa che le permetterebbe di scrivere in anticipo l'articolo e andare al concerto con l'amica, e lo dice a Chelsea, facendo un commento su quanto le piaccia essere sensitiva. Serena, la caporedattrice del giornale con la quale le due avevano avuto qualche diverbio, origlia tutto e minaccia Raven di rivelare pubblicamente il suo dono. Raven e Chelsea avevano già destato l'attenzione di Serena, perché grazie a una visione le due erano andate in una classe per fotografare un clown che vi è precipitato con un paracadute schiantandosi contro la finestra perché doveva presentarsi a una festa di compleanno ma aveva sbagliato luogo; la notizia è finita sulla prima pagina, e Serena si è domandata come Raven e Chelsea potessero essere a conoscenza di un evento del genere ancor prima che si verificasse, trovandosi "casualmente" al posto giusto nel momento giusto.
Raven decide dunque di sabotare la partita di Eddie per mantenere intatta la sua reputazione, convinta che se tutti sapessero la verità la reputerebbero un fenomeno da baraccone, mentre lei vuole solo essere considerata una ragazza normale. Raven tenta più volte di impedire alla squadra di passare la palla a Eddie, ma viene scacciata via dall'amico; intanto Chelsea arriva alla partita a causa della cancellazione del concerto dei Boyz 'n' Motion. Originariamente sconvolta a causa dei suoi sforzi falliti, Raven escogita un piano per entrare di nuovo in campo rubando il costume alla mascotte Barry il Barracuda, finendo poi per atterrare a testa in giù all'interno del canestro, e il gioco va in time-out. Eddie arriva quindi per affrontare Raven, che confessa che se tirerà il canestro vincente questo intaccherà la sua reputazione; anche se ci rimane male Eddie accetta, ma alla fine Raven dice a Eddie di giocare normalmente e segnare il canestro vincente. Finito il time-out, Eddie si appresta a fare il tiro vincente, ma sorprende tutti passando la palla a Gino, il giocatore più scarso della squadra, il quale tuttavia fa centro proprio all'ultimo secondo e viene festeggiato. Serena, delusa dal mancato scoop e sentendosi ingannata, dice a Raven che è determinata a scoprire cosa c'è dietro.
Nel frattempo, Cory prepara un progetto scientifico sui pianeti del sistema solare ma lo fa usando il cibo. Tanya non permette a Victor di aiutarlo, dicendo al marito che il figlio deve iniziare a cavarsela da solo. Quella notte, tuttavia, Victor sorprende Tanya a ricostruire il progetto di Cory, e Tanya si rende conto che Victor è sgattaiolato al piano di sotto per fare esattamente la stessa cosa. I due discutono della loro paura che Cory vada male a scuola, così cominciano a lavorare insieme al progetto; mentre lo fanno vengono spiati da Cory, evidentemente compiaciuto. Tanya e Victor sono seduti sul divano quando Cory arriva, dichiara di aver ottenuto una A nel suo compito di scienze e rivela che il progetto sul sistema solare in realtà era solo un falso: il progetto vero e proprio era che la classe escogitasse una teoria e poi la dimostrasse. Cory ha chiamato il suo rapporto la "Teoria della Relatività", in cui ha affermato che i genitori avrebbero sempre protetto i loro figli (nel suo caso temendo che prendesse un brutto voto).
- Guest star: Rose Abdoo (señorita Rodriguez), Spencer Redford (Serena Valentine), Shawna Riggio (cheerleader), David Bickford (allenatore), Christopher Doyle (paracadutista), Eddie Ruiz (Barry il barracuda)

## L'odore della vittoria
- Titolo originale: Smell of Victory
- Diretto da: Lee Shallat-Chemel
- Scritto da: Laura Perkins-Brittain

La signora DePaulo assegna come collega la costruzione di un modellino del DNA a Raven, rendendola piuttosto scontenta, Ben "Puzzola" Sturky, così chiamato da tutti gli studenti della Bayside a causa del suo odore insopportabile e lo scarso interesse per l'igiene. Durante una fiera scolastica di raccolta fondi per beneficenza, Raven fa mettere Ben su una dunk tank sperando che qualcuno colpisca il bersaglio facendo cadere Ben su una cisterna piena d'acqua, dove versa una confezione di sapone. Intanto Eddie ha una nuova cotta, Crystal, ma il giorno prima si è svegliato con un brufolo enorme sul mento; Raven ha una visione in cui Crystal indica il mento di Eddie e dice «mostruoso!», così il ragazzo accetta di farsi truccare dall'amica per nascondere l'imperfezione. Quando però Crystal tocca il mento di Eddie per togliergli una macchia di mostarda toglie il trucco, la visione si avvera. Raven la rimprovera perché pensa che abbia giudicato Eddie per l'aspetto, portandole come esempi il professor Lawler, che pur avendo la scialorrea è un bravo insegnante; una ragazza con l'apparecchio che è la migliore velocista della scuola; infine Ben, rendendosi conto che, anche se puzza terribilmente, è bravo in scienze ed è una persona gentile, e per questo merita di essere trattato in maniera migliore. Crystal poi spiega a Eddie che in realtà ha trovato mostruoso non il suo aspetto, ma il fatto che abbia preferito truccarsi piuttosto che mostrarsi per come è. Raven va a parlare con Ben e spinge accidentalmente il pulsante della dunk tank facendolo cadere nella cisterna, poi ammette che lui puzza e ha trovato difficile stargli vicino; subito dopo essersi chiariti, Raven approfitta comunque per lavarlo con una spazzola. Più tardi è il professor Lawler a salire sulla dunk tank; mentre parla con Ben, sputa come suo solito, e il ragazzo schiaccia il pulsante facendolo cadere nella cisterna.
- Guest star: Wesley Mann (signor Lawler), Amy Hill (signora DePaulo), Joshua Harto (Ben "Puzzola" Sturky), Christel Khalil (Crystal), Shane Lyons (Kenny Brokwell), Marcy Goldman (madre), Joseff Stevenson (studente)

## Campagna elettorale
- Titolo originale: Campaign in the Neck
- Diretto da: Sean McNamara
- Scritto da: Beth Seriff e Geoff Tarson

Raven ha una visione in cui Chelsea perde in maniera schiacciante contro Ben una votazione per diventare rappresentante degli studenti, racimolando solo 3 voti contro i 187 dell'avversario. Per evitare che la propria visione si avveri, Raven arruola Eddie e Cory per aiutare la campagna elettorale dell'amica facendo dei favori agli studenti in cambio di voti per Chelsea. Tuttavia le cose non sono poi così facili come potrebbero sembrare, e quando Chelsea scopre la faccenda ne rimane profondamente delusa. Il giorno in cui si devono tenere i discorsi, Raven parla con Chelsea dietro le quinte, spingendola a spiegare in modo appassionato del perché si è voluta candidare e dell'amore che ha per la loro scuola, dato che passano lì la maggior parte delle loro giornate. Nel frattempo Eddie scosta le tende cosicché gli studenti possano ascoltarla, e il discorso di Chelsea viene accolto con molti applausi. Nonostante ciò Chelsea perde comunque le elezioni, ma stavolta lo fa "da sola" e con un punteggio diverso, avendo ottenuto 86 voti contro i 104 di Ben.
- Guest star: Wesley Mann (preside Lawler), Joshua Harto (Ben "Puzzola" Sturky), Todd Bosley (nerd), Anna Halberg (studentessa), Ally Matsumura (Ally), Chris Hunter (Conrad)

## Fenomeni da baraccone
- Titolo originale: Saving Psychic Raven
- Diretto da: Sean McNamara
- Scritto da: Michael Feldman e Jeff Abugov

Durante una partita di pallavolo, Raven ha una visione molto banale di Chelsea che si spezza un'unghia. Distratta, viene colpita da una pallonata e con il suo sguardo stralunato, tipico di quando ha una visione, diventa lo zimbello della scuola. Stanca di sentirsi diversa a causa del suo dono, Raven si reca nel centro di studio dei fenomeni paranormali diretto dal dottor Sleevemore, dove conosce molti ragazzi "speciali" come lei. Eddie e Chelsea si sentono scaricati da Raven, presa dal nuovo gruppo di amici in cui può essere finalmente se stessa, e la pongono davanti alla scelta tra loro due e gli altri. Quando però i ragazzi "speciali" li prendono di mira perché sono normali, Raven si decide a scaricarli e tornare da Eddie e Chelsea.
- Guest star: Brian George (dottor Sleevemore), Samm Levine (Marvin), Tania Raymonde (Carly), Johari Johnson (cameriera)

## Le feste
- Titolo originale: The Parties
- Diretto da: Rich Correll
- Scritto da: Jeff Abugov e Michael Feldman

Raven è molto emozionata perché, dopo tantissimo tempo, organizzerà la sua prima grande festa. La sua acerrima nemica Niky le tira uno scherzo e manda all'aria il party facendo credere agli altri studenti che Raven lo terrà il giorno prima di quello a cui la ragazza aveva pensato, mettendola fortemente in imbarazzo di fronte a loro, anche perché quando arrivano è in accappatoio e con il viso coperto dallo scrub. Così, con l'aiuto di Chelsea ed Eddie, Raven decide di vendicarsi e rovinare la festa di Niky: per prima cosa con una scusa la fa venire a casa sua, poi Eddie le punta contro un soffiatore per foglie rovinandole l'acconciatura, poi Chelsea le spruzza addosso uno spray appiccicoso, poi Cory le tira un cuscino ricoprendola di piume, poi uscendo dalla porta secondaria viene completamente inzuppata da uno sprinkler attivato da Raven, infine Cory le porge un asciugamano per il viso che però è intriso di pudding al pistacchio; il tutto viene filmato con l'intenzione di trasmetterlo nei televisori della casa di Niky, in modo che tutti gli invitati possano vederla. Tuttavia, Raven inizia a sentirsi in colpa perché agire in quella maniera la rende simile a Niky e non ne è fiera, quindi rinuncia a inviare il video e la aiuta la nemica a pulirsi e cambiarsi d'abito prestandole uno disegnato e cucito da lei. Niky però non si dimostra molto riconoscente con Raven, anche perché dichiara che terrà il suo abito solo per attraversare la strada per poi cambiarsi appena arrivata a casa, così Raven decide di prendersi una piccola rivincita dandole un mazzo di fiori ricoperti di edera velenosa.
- Guest star: Kirsten Storms (Niky), Jeremy Ray Valdez (Ricky), Shayna Fox (Tracie)

## Il ballo di primavera
- Titolo originale: Ye Olde Dating Game
- Diretto da: Matthew Diamond
- Scritto da: Michael Feldman

Dopo una visione di Raven in cui Gabriel, il ragazzo per cui ha una cotta, dice «Rae, ho sempre voluto che tu fossi la mia ragazza», quest'ultima decide di invitarlo al ballo in maschera rinascimentale di primavera della scuola. Raven deve perciò trovare un modo per rendersi ripugnante agli occhi di Ben "Puzzola" Sturky, del quale aveva accettato senza convinzione l'invito qualche giorno prima, in modo da avere campo libero con Gabriel. Alla fine Raven va alla festa con Ben travestendosi da strega brutta, gobba e incappucciata, ma appena il ragazzo si allontana cambia d'abito in un battibaleno, diventando una nobildonna. Dopo diversi cambi d'abito a seconda del momento, Raven finisce per origliare un discorso tra Gabriel e Rachel, la sua fidanzata, gelosa del fatto che lui abbia accettato l'invito di Raven pur avendo intuito che lui le piacesse, ed infatti è proprio a lei che Gabriel si rivolgeva nella sua visione. Gabriel dice a Rachel che credeva che lei si fosse messa con un altro ragazzo, e di aver accettato l'invito di Raven più per compassione. Raven rimane col cuore spezzato, ma comprende di essersi comportata in maniera simile con Ben e perciò si scusa con lui.
- Guest star: Wesley Mann (preside Lawler), Joshua Harto (Ben "Puzzola" Sturky), Arjay Smith (Gabriel), Alexis Lopez (Rachel)

## La cugina
- Titolo originale: Dissin' Cousins
- Diretto da: Rich Correll
- Scritto da: Susan Sherman

La viziata cugina di Raven, Andrea, che abita a Parigi, viene ospitata per una settimana dalla famiglia Baxter. Raven ha una visione in cui Andrea bacia Eddie, che ha una grande cotta per lei, quindi cerca di convincerli a passare del tempo insieme per togliersi di dosso la cugina. I dissidi tra le due non accennano però a diminuire, fino a che Andrea confessa a Raven di invidiare la sua vita, e che molte delle cose che le ha raccontato non sono reali; Raven aveva invece sempre creduto che la vita di Andrea fosse perfetta e desiderabile. Una volta riconciliate, Raven rivela alla cugina che Eddie ha una cotta per lei, così il sogno del ragazzo diventa realtà.
Nel frattempo, Cory è relegato a dormire in soggiorno mentre Andrea fa visita, ma finisce per dormire con i suoi genitori dopo che Victor lo spaventa dicendogli che nell'armadio dei cappotti si nasconde un mostro.
- Guest star: Angell Conwell (Andrea)

## Attenzione: mamma in classe
- Titolo originale: Teach Your Children Well
- Diretto da: Tony Singletary
- Scritto da: Beth Seriff e Geoff Tarson

Il professor Lawler è diventato preside, quindi la cattedra di letteratura resta vacante. Raven rimane di sasso quando in classe entra sua madre Tonya, scelta da Lawler come supplente fino al termine dell'anno scolastico. Raven si sente in forte imbarazzo per tutta una serie di situazioni, soprattutto quando Tonya le annuncia felice che si trova molto bene e le è stato proposto di assumere l'incarico per sempre. In preda alla disperazione, Raven esprime il suo disagio su un foglio che inavvertitamente finisce nella pila delle relazioni ritirate da Tonya. Raven si intrufola nella scuola con Eddie e Chelsea per recuperare il foglio e non far sapere a sua madre quello che pensa, anche perché ha avuto una visione in cui, apparentemente, dice che è il lavoro che più ama. Tuttavia, pur riuscendo nel piano a livello "tecnico", non sa che anche la madre era a scuola e che l'ha sentita lamentarsi con Chelsea dei motivi per cui non vuole che lei rimanga lì. Di ritorno a casa, Tanya racconta alla figlia della sua vita al liceo e del fatto che capisce come si sente Raven ad avere sua madre a scuola, dicendole poi che il lavoro che più ama non è quello, ma è fare la mamma. Tonya ha quindi deciso di smettere, e che se mai dovesse tornare a insegnare lo farebbe in una scuola diversa.
- Guest star: Wesley Mann (preside Lawler), Brian Sites (Max), Chris Willey (Eric), Gil Christener (inserviente)

## Maniera da zotico
- Titolo originale: Driven to Insanity
- Diretto da: Matthew Diamond
- Scritto da: Dava Savel

Raven è interessata ad avere un appuntamento con un ragazzo più grande di lei, il diciassettenne Matthew, ma naturalmente la cosa non viene accettata da Tonya e Victor. Nonostante ciò, Raven, disubbidendo di nascosto ai genitori, accetta l'invito di Matthew di cenare a un ristorante. Quando però i due arrivano al locale, Matthew risulta essere un ragazzo piuttosto zotico e per niente affascinante, così decide di chiudere l'appuntamento appena può; a peggiorare le cose, Raven scopre che anche i suoi genitori sono venuti proprio in quel ristorante. Raven chiede a Chelsea, che è a casa sua insieme a Eddie per badare a Cory, di coprirla nel caso in cui i suoi genitori dovessero telefonare. Tuttavia, Raven viene scoperta e i suoi genitori la obbligano a rimanere ancora un po', visto che ci teneva tanto a uscire, poi decidono che è abbastanza e tornano a casa tutti e tre insieme.
- Guest star: Stacy Meadows Jr. (Matthew)

## Notte da cane
- Titolo originale: A Dog by Any Other Name
- Diretto da: Gerren Keith
- Scritto da: Michael Poryes e Susan Sherman

A Chelsea piace un ragazzo molto affascinante e carino di nome Sam, che però Raven scopre essere anche il nome del cane di Chelsea. Ma non è questo il problema più grande: a un certo punto infatti Raven ha una visione in cui il ragazzo dice a due compagni della squadra di basket che non andrà all'appuntamento con Chelsea perché non lo attrae molto fisicamente. Allo stesso tempo, Eddie viene obbligato a sedersi nell'unico posto disponibile rimasto in classe, il temuto banco di fronte alla cattedra durante le lezioni di Lawler, che sfortunatamente ha problemi di salivazione e sputa ogni volta che parla. Raven rivela a Chelsea quello che ha visto, e per far rivalere l'amica si traveste da ragazzo e fa pentire enormemente Sam di averla lasciata dicendogli che il padre di Chelsea è amico di Kobe ed ha ottenuto dei posti privilegiati a sedere per assistere a una partita tra i Golden State Warriors e i Los Angeles Lakers che si terrà quella sera.
- Guest star: Wesley Mann (signor Lawler), Christopher Darga (allenatore), Mike Erwin (Sam), Brenda Song (Amber), Erik Aude (studente), William Kenneth Butler (studente)

## Un sabato con la mamma
- Titolo originale: Saturday Afternoon Fever
- Diretto da: Matthew Diamond
- Scritto da: Chip Keyes

Raven è costretta a passare del tempo con Tonya, che in tal modo spera di rinforzare il legame madre-figlia. Ma Raven ha già altri programmi per il fine settimana, come un'uscita al cinema insieme a Eddie e al rubacuori della scuola, Ricky. La ragazza, che va a quel cinema anche con Tonya, si ritrova perciò a tentare di essere presente a tutte e due le occasioni, in entrambe le sale, chiedendo a un certo punto a Eddie di sostituirsi a lei con sua madre, per poter stare più tempo con Ricky. Tuttavia, Eddie dice a Raven che Tonya ha speso molte belle parole per lei e sul tempo che hanno trascorso insieme, facendo sentire Raven profondamente in colpa per non essere rimasta con lei; perciò, per rimediare, rimane con la madre e le dice di voler passare altro tempo insieme, guardando per la "seconda volta" il film sentimentale/drammatico che la donna aveva finito di vedere con Eddie. Insieme a loro sono costretti a stare anche Victor e Cory, che prima avevano visto un film per bambini piccoli e poi uno di azione e arti marziali, facendoli annoiare.
- Guest star: Jeremy Ray Valdez (Ricky), Nicole Bailey (Jackie), Braden Leslie Williams (Curtis), Shania Accius (Becky)

## Una lite all'Opera
- Titolo originale: A Fight at the Opera
- Diretto da: David Kendall
- Scritto da: Beth Seriff e Geoff Tarson

Sia Raven che Chelsea sono entrambe entrate a far parte dello Spettacolo d'Arte della Bayside. Le due finiranno per litigare perché Raven, che ha avuto una visione in cui vincono, vuole fare uno spettacolo sullo shopping e fare la protagonista, mentre Chelsea vuole fare uno spettacolo sulle piogge acide. Entrambe cercano di portare dalla loro parte Eddie, che farà il presentatore, ma il ragazzo è deciso a farle riconciliare promettendo a tutte e due l'unico posto rimasto disponibile alla fine dello spettacolo, così Raven e Chelsea si ritrovano a doversi esibire insieme. Contro ogni previsione l'esibizione viene apprezzata, ma a vincere invece è una ragazza che ha suonato l'arpa.
- Guest star: Amy Hill (signora DePaulo), Gabby Soleil (Raven da bambina), Ashlee Ford (Chelsea da bambina), Jaishon Fisher (Eddie da bambino), Leah Lynette (ballerina), Marissa Labog (ballerina), Nick Florez (ballerino), Kim Blank (ballerina)

## Cercasi sensitiva
- Titolo originale: Psychics Wanted
- Diretto da: Sean McNamara
- Scritto da: Maria Espada

Raven conosce un nuovo studente a un musicista jazz soprannominato Kwizz, di cui s'innamora perdutamente. Per attrarlo Raven, che ha avuto una visione in cui il ragazzo va a casa sua e le consegna un mazzo di fiori, finisce per farsi assumere come sensitiva in un programma televisivo; quando Kwizz chiama per sapere se sarà accettato a un'accademia musicale, Raven gli fa intendere che deve affidarsi a un particolare portafortuna, cioè la stessa Raven. Kwizz si presenta a casa di Raven, vestitasi elegante, ma la ragazza ha un'amara sorpresa quando insieme a lui giunge alla la sua fidanzata, Lisa; affranta, Raven accetta comunque i fiori e regala loro i due biglietti di un concerto a cui che sperava di assistere con Kwizz. A una puntata successiva, Kwizz telefona perché non ha ancora ricevuto una risposta dall'accademia, chiedendosi se portare Lisa da Raven abbia influenzato la buona riuscita della domanda; ma mentre Raven litiga in diretta televisiva con la precedente sensitiva del programma, Cassandra, che voleva un aumento, Kwizz riceve la lettera di accettazione e chiude la chiamata, giusto poco dopo che Raven ha rivelato di essere lei la sensitiva con cui ha parlato per telefono.
Intanto Cory installa in camera una trappola per catturare chiunque tenti di aprire la sua cassaforte, e Raven, che aveva bisogno racimolare di un po' di soldi, ne finisce "vittima".
- Guest star: Niecy Nash (Madame Cassandra), Steve Ireland (Hank), Kyle Gibson (Jonathan "Kwizz" Kwizzowski), John O'Connor (ragazzo delle consegne), Terin Alba (Lisa)

## Se avessi un lavoro
- Titolo originale: If I Only Had a Job
- Diretto da: Rich Correll
- Scritto da: Laura Perkins-Brittain e Carla Banks-Waddles

Victor è licenziato da Augustyn, il locale nel quale lavorava come cuoco, perché in disaccordo con il nuovo capo Briggs. Raven, che si sente responsabile per l'accaduto perché aveva avuto una visione della cosa e aveva tentato di convincere Briggs a tenerlo, si traveste da cantante e, accompagnata da Eddie e Chelsea anch'essi travestiti, va nel locale per farlo riassumere, esibendosi su richiesta della clientela, ma dovendo inventarsi qualcosa sul momento per rendere credibile il travestimento, finisce per cantare una bizzarra versione di When the Saints Go Marching In, col testo ovviamente diverso e "adattato" all'occasione. Briggs ha finalmente accettato di assumere Victor proprio mentre la señorita Rodriguez entra nel ristorante, ma mentre i tre fuggono dal ristorante si scontrano con dei camerieri e si scambiano le parrucche, rivelando i travestimenti; Briggs si rende conto di essere stato ingannato e si rimangia quanto detto. La señorita Rodriguez ferma un attimo Raven: l'insegnante è rimasta colpita dal suo talento canoro, dicendo che nel musical basato su Il mago di Oz organizzato dalla scuola, la parte di Dorothy sarebbe dovuta andare a lei, ma nonostante ciò non ha intenzione di cambiare la lista degli interpreti. A casa, Victor racconta alla figlia di come, dopo essere stato escluso dalla squadra di football del liceo, scoprì il suo amore per la cucina grazie a sua madre; Raven ha quindi una visione di Victor che diventerà proprietario di un ristorante tutto suo.
Successivamente, a scuola, Raven dice alla señorita Rodriguez che, poiché non ha battute in quanto le è stata assegnata la parte della malvagia Strega dell'Est (di cui si vedono solo i piedi dopo che la casa di Dorothy le precipita sopra), si è impegnata a progettare look più contemporanei per i personaggi, presentando Eddie come Spaventapasseri, Chelsea come malvagia Strega dell'Ovest, e infine Cory come Mastichino. La señorita Rodriguez adora i design ideati da Raven e la assume come costumista.
- Guest star: Rose Abdoo (señorita Rodriguez), Patrick Richwood (signor Briggs), James Healy Jr. (cameriere), Fran de Leon (Kayla), Sylvia St. James (cantante), Kim Foley (cantante), Beverly Dangerfield (cantante), Madeline Thompson (cantante)

## Regali di Natale
- Titolo originale: Escape Claus
- Diretto da: Matthew Diamond
- Scritto da: Carla Banks-Waddles

Raven è impaziente di aprire i regali di Natale perché sa che i suoi genitori le hanno comprato una splendida collana, perciò finge di sentirsi poco bene ed evita di andare a cantare i cori natalizi con la sua famiglia. Raven scarta il regalo e lo indossa anche a scuola, dove però, nel toglierlo, Chelsea lo fa cadere accidentalmente oltre la finestra della classe, in giardino, facendo finire la collana sotto a un macchinario che la disintegra. Raven decide allora di marinare la scuola con Eddie e Chelsea per andare al centro commerciale a comprare una nuova collana, ma qui si trova a dover evitare non solo la propria famiglia, ma anche il professor Petracelli, che pare vi lavori come Babbo Natale. Alla fine Raven finisce faccia a faccia con quello che crede essere il professor Petracelli travestito, ma che scopre con enorme sorpresa essere realmente Babbo Natale: egli è a conoscenza del fatto che lei è una sensitiva e può vedere nel futuro, e le vuole dare l'opportunità di cambiare il passato, consegnandole una scatola con la collana, identica a quella che purtroppo aveva distrutto. Raven si ritrova dunque nella sala di casa, appoggia la scatoletta sotto l'albero e accompagna la famiglia per cantare insieme a loro.
- Guest star: Ernie Sabella (signor Petracelli / Babbo Natale), Ian Bulbenko (ragazzo)

## Ansia da separazione
- Titolo originale: Separation Anxiety
- Diretto da: Rich Correll
- Scritto da: Dava Savel e Carla Banks-Waddles

Raven ha una visione in cui Victor dice a Tonya «non ne posso più, dobbiamo dividerci». Quindi, Raven, erroneamente, pensa che i suoi genitori intendano divorziare e cerca di impedirlo, ricreando l'atmosfera romantica del loro primo appuntamento al ristorante country-western Rusty's Bar, con l'aiuto di Cory, Eddie e Chelsea. Alla fine Victor e Tonya rivelano che non hanno affatto intenzione di divorziare, ma che sono nervosi perché non riescono a trovare la fede nuziale di Victor, per questo hanno pensato che cercandola separatamente potrebbero avere più possibilità di ritrovarla. Ricordano scherzosamente anche come il loro primo appuntamento sia stato abbastanza disastroso, ma che nonostante questo lo hanno amato profondamente. Alla fine è Cory a trovare l'anello: era finito in mezzo alle feci del suo topolino Lionel, nella gabbietta dell'animale.

## Vedere o non vedere
- Titolo originale: To See or Not to See
- Diretto da: Rich Correll
- Scritto da: Carla Banks-Waddles

Raven ha una serie di visioni su Eddie e Chelsea che vengono interpretate erroneamente con esiti non propriamente positivi. Questo porta i due amici a mettere in dubbio il suo dono psichico; Raven allora decide di ignorare le visioni, ma allo stesso modo crea situazioni che potevano essere evitate. Raven è sconfortata perché il suo dono le sta complicando la vita e mettendo a rischio l'amicizia con Eddie e Chelsea, ma a consolarla ci pensa sua nonna materna Vivian, dallo stile giovanile e sicuro di sé, che una sera le rivela di essere anche lei una sensitiva, e quindi è da lei che Raven ha ereditato questo dono; Vivian dice alla nipote che è fortunata ad avere amici con cui può parlare delle sue visioni. Poco dopo Raven riceve una telefonata da Chelsea e si precipita a scuola: in palestra, Eddie sta facendo un'arrampicata che aveva già provato a fare durante le lezioni di ginnastica, ma che non era riuscito a concludere perché soffre di vertigini. Stavolta Eddie riesce ad arrivare fino in cima, proprio come in una visione di Raven dice all'amica che ama le sue visioni ma poi stacca entrambe le mani e rimane appeso alle cinture, venendo poi tirato giù da Raven e Chelsea. Eddie e Chelsea dichiarano che anche se talvolta le sue visioni possono causare problemi, Raven è una vera amica, e perciò rimarranno sempre insieme. Subito dopo arrivano Vivian, Cory e l'insegnante di ginnastica; con discrezione, Raven dice a Chelsea ed Eddie che anche sua nonna è sensitiva, prima che inizi a tirarli giù.
L'episodio si conclude con i blooper della prima stagione.
- Guest star: Jenifer Lewis (nonna Vivian), Kristopher Kachurak (ragazzo), Marcus Hopson (ragazzo)